# Onthophagus ater
Onthophagus ater är en skalbaggsart som beskrevs av Waterhouse 1875. Onthophagus ater ingår i släktet Onthophagus och familjen bladhorningar. Inga underarter finns listade i Catalogue of Life.